# Мемишиши, Зелиха Харуновна
Зелиха Харуновна Мемишиши (1925 год, село Сарпи, АССР Аджаристан, ССР Грузия — 1971 год, село Сарпи, Батумский район, Грузинская ССР) — звеньевая колхоза имени Орджоникидзе Батумского района Аджарской АССР, Грузинская ССР. Герой Социалистического Труда (1949). Депутат Верховного Совета Аджарской АССР 3-го созыва.

## Биография
Родилась в 1925 году в крестьянской семье в селе Сарпи Батумского района (сегодня — Хелвачаурский муниципалитет). Окончила местную начальную школу. С 1938 года трудилась в цитрусовом саду колхоза имени Орджоникидзе Батумского района. В послевоенное время возглавляла звено.
В 1948 году звено под её руководством собрало в среднем с каждого дерева по 802 лимона с 800 плодоносящих деревьев. Указом Президиума Верховного Совета СССР от 29 августа 1949 года удостоена звания Героя Социалистического Труда за «получение высоких урожаев сортового зелёного чайного листа и цитрусовых плодов в 1948 году» с вручением ордена Ленина и золотой медали «Серп и Молот» (№ 4507).
Этим же Указом званием Героя Социалистического Труда был награждён труженик её звена Мухамед Хасанович Кахаилиши.
Избиралась депутатом Верховного Совета Аджарской АССР 3-го созыва (1951—1954).
Проживала в родной деревне Сарпи. Умерла в 1971 году.